# Konrad Münch von Landskron (Bischof)
Konrad Münch von Landskron († 24. August 1402) war von 1393 bis 1395 Bischof von Basel.

## Leben
Konrad entstammte der in Basel und Umgebung begüterten ritteradligen Familie Münch, die mehrere Basler Bürgermeister stellte. Seine Eltern waren der Reichsvogt von Basel und Schultheiss von Solothurn Burkhart II. und Margarita von Grünenberg. Er studierte 1365 und 1367 in Bologna, war 1360 Domherr in Speyer, 1361 Domkustos und 1379 Dompropst in Basel. Von 1371 bis ca. 1380 war er Propst des Basler Stiftes Sankt Peter. Im August 1393 wählte ihn das Basler Domkapitel zum Bischof. Dem von Papst Bonifaz IX. zum Bischof ernannten Wilhelm von Coudenberghe gelang es nicht, sein Bistum zu betreten, er wurde nach Verhandlungen zwischen dem Papst und der Stadt Basel 1399 zum Bischof von Tournai ernannt. Konrad versuchte erfolglos, die drückende Schuldenlast des Bistums zu verringern.  Er resignierte 1395 und zog sich auf die Dompropstei zurück. Nach seinem Tod 1402 wurde er im Basler Münster bestattet.